# Rugiak

Rugiföld 460-ban

A rugiak egy a Weichsel és az Odera folyók között letelepedett keleti-germán törzs volt. A népvándorlás idején csatlakoztak a hunokhoz és később birodalmat alapítottak a mai Alsó-Ausztria területén, majd ezután a keleti gótokkal Itáliába vándoroltak.

## Eredet
A szó etimológiailag a rozs régi germán alakjaiból eredeztethető. Tacitus Germania (44,1) című művében említést tett a „Rugii“ népről, amely a gótokkal és a lugiakkal a Balti-tenger déli partján élt. Tacitus leírása alapján a mindhárom törzsre jellemző volt a kerek pajzs, rövid kard valamint a felsőbb embereik iránt tanúsított engedelmesség. Ptolemaiosznál felmerül „Rougion“ mint területelnevezés. A rugiak a Balti-Tenger északi partján is letelepedtek, Dél-Norvégiában (Rogaland/Rogaföld), majd Kr.u. I. századtól Pomerániában is. Mivel azonban itt ebből az időből a rozstermesztésnek semmilyen nyoma nem lelhető fel, a törzs eredeti lakhelye ismeretlen. Továbbá viták tárgya még, hogy Rügen szigete mennyiben hozható összefüggésbe ezen népcsoporttal.

## Népvándorlás
A népvándorlás idején a rugiak dél felé indultak a gótokkal, és velük együtt lettek ariánusok. A Duna középső folyásánál telepedtek meg és borostyánt, prémeket, rabszolgákat cseréltek élelmiszerért a római kereskedőkkel, mígnem Attila legyőzte őket. A hunok vazallusaként elkísérték őket kalandozásaikra, így például i. sz. 451-ben Galliába.